# Sawdonia
Sawdonia is een geslacht van uitgestorven vroege landplanten die alleen bekend zijn uit het Devoon en behoren tot de Zosterophyllopsida, familieleden van de wolfsklauwen.

## Kenmerken
De bekendste soort is Sawdonia ornata. Het wordt gereconstrueerd als een plant van ongeveer dertig centimeter hoog, die een kruipende wortelstok heeft waaruit pseudomonopodiaal vertakte stengels opstijgen. De zijassen vertakken zich dichotoom en worden aan de uiteinden spiraalvormig opgerold. De takken hebben een diameter van één tot vier millimeter en zijn bedekt met talrijke meercellige stekels. De stelen hebben een kern van ringvormige tracheïden. De dwarsdoorsnede van het xyleem is elliptisch tot strookvormig en waarschijnlijk exarch (rijping van buiten naar binnen, protoxyleem dus van buiten). Sommige epidermale cellen dragen papillen, anderen vormen een structuur van een centrale cel, die wordt omringd door verschillende, lange radiale cellen. Deze worden geïnterpreteerd als haarbases en hun functie is gesuggereerd als secretie, beluchting en opslag. Er zijn huidmondjes op de rompepidermis, maar die ontbreken op de stekels.
De sporangia staan in losse kolven in twee rijen aan de uiteinden van de takken. De individuele sporangia staan op een korte steel, waarschijnlijk voorzien van een bundel stengels en zijn niervormig. De opening werd langs de convexe rand gemaakt in twee identieke flappen. De sporen zijn van hetzelfde type (homosporous), van rond tot licht driehoekig van vorm en tot vierenzestig micrometer in diameter. De gametofyt van Sawdonia ornata is onbekend.

## Vindplaatsen
Fossielen van het geslacht Sawdonia zijn bekend uit Noord-Amerika, Schotland, Engeland, België, Polen en het zuidwesten van Siberië. De vondsten zijn geclassificeerd van Pragien tot Frasnien, de meeste van het Pragien en Emsien.

## Classificatie
Sawdonia is een van de verschillende geslachten in de Sawdoniaceae-familie, die allemaal worden gekenmerkt door hun meercellige stekels. Naast het type Sawdonia ornata is Sawdonia acanthotheca uit New Brunswick uit Canada ook bekend.

## Botanische geschiedenis
Sawdonia ornata werd voor het eerst beschreven in 1859 door John William Dawson van het schiereiland Gaspé als Psilophyton princeps var. Ornatum. De fossielen met laterale sporangia werden in 1971 door Hueber in hun eigen geslacht Sawdonia geplaatst. In 1989 werden door Dianne Edwards et al. sommige vondsten in het geslacht Deheubarthia gerangschikt.